# Frénois, Côte-d'Or
 Frénois  là một xã ở tỉnh Côte-d’Or trong vùng Bourgogne-Franche-Comté, phía đông nước Pháp. Xã Frénois, Côte-d'Or nằm ở khu vực có độ cao trung bình 350 mét trên mực nước biển.